# Bastion I ½ „Na Piasku”
Bastion I ½ „Na Piasku” – jeden z bastionów rdzenia Twierdzy Kraków wybudowany ok. 1866 roku. Bastion zlokalizowany po zewnętrznej stronie rdzenia twierdzy w okolicach dzisiejszych ulic Reymonta, Krupniczej, Ingardena i Oleandry. Zajmował teren zabudowany dzisiaj budynkami: Wydziału Hodowli i Biologii Zwierząt Uniwersytetu Rolniczego, Biblioteki Jagiellońskiej i po części gmachu głównego Akademii Górniczo-Hutniczej. Bastion otoczony był mokrą fosą i posiadał półkoliste kaponiery po bokach. Obok fortu znajdowała się poczta gołębia twierdzy.